# Legionella feeleii
Espèce
Legionella feeleii est une espèce de bactéries gram-négatives de la famille des Legionellaceae.

## Description
Les bactéries de l'espèce Legionella feeleii sont des bacilles gram-négatifs

## Taxonomie
Le nom correct complet (avec auteur) de ce taxon est Legionella feeleii Herwaldt et al. 1984.

### Étymologie
L'étymologie de l'épithète spécifique de cette espèce est la suivante : N.L. gen. masc. n. feeleii, de Feeley, nommé d'après James Feeley, qui a énormément contribué aux premiers travaux sur les Legionella et qui a développé un milieu efficace pour l'isolement primaire de ces bactéries.

## Habitat
Tout comme les espèces L. gresilensis, L. birminghamensis, L. beliardensis, L. fairfieldensis, L. drozanskii et L. fallonii, cette bactérie peut être retrouvée comme particule infectieuse des Acanthamoeba lesquelles lui servent d'hôte pour s'y multiplier et de vecteur de propagation dans l'eau.